# Salomón Rondón
José Salomón Rondon Giménez (n. 16 septembrie 1989, Caracas, Venezuela) este un fotbalist venezuelean liber de contract, care joacă pe post de atacant. Pe plan internațional, are prezențe la națională pentru Venezuela U20⁠(d).
Și-a început cariera profesională la Aragua Fútbol Club cu care a debutat în maxima categorie de fotbal din venezuela , la vârsta de 16 ani, în 2006. Pe 21 iulie din 2008, Union Deportiva Las Palmas din a Doua Divizie din Spania, îl transferă pentru trei sezoane, cu opțiune pentru un al patrulea. După ceva probleme pentru a semna, este prezentat în cele din urmă pe 10 august din 2008 pe Stadionul din Gran Canaria.
După două sezoane cu  Las Palmas, pe 19 iulie din 2010 este făcut oficial transferul lui Rondon la Malaga Club de Fotbal din Prima Divizie din Spania, pentru aproximativ €3.5 milioane de euro,cu o clauză de reziliere de €20 milioane de euro.
Pe 5 August din 2012, Rubin Kazan îl transferă cu un cost de €10 milioane de euro, timp de 4 ani, fiind cel mai scump transfer plătit pentru un jucător din Venezuela din istorie.
Pe 30 ianuarie din 2014 depășește cifra, după ce este achiziționat de Zenit St Petersburg pentru €18 milioane de euro.
Pe 10 August de 2015 este semnat de West Brom în Anglia pentru € 17 milioane de euro (£ 15 milioane de euro) cu un contract de 4 ani, fiind, de asemenea, suma de transfer mai scumpă plătită de echipa engleză .